# Sweatbead
Sweatbead är det svenska indierockbandet Firesides sjätte EP, utgiven 1997 på skivbolaget Startracks.
I kortfilmen En kärleksaffär (2002) inkluderades två låtar från skivan: "Big Blue Elephant" och "A Week at the Most".
Marit Bergman gjorde en cover på titelspåret, vilken finns med på hennes EP From Now On (2003).

## Låtlista
Låtarna är skrivna av Kristofer Åström (text) och Pelle Gunnerfeldt (musik).
1. "Sweatbead"
2. "Big Blue Elephant"
3. "Street Love"
4. "A Week at the Most"

## Listplaceringar
| Lista (1997) | Topplacering |
| ------------ | ------------ |
| Sverige      | 42           |

### Fotnoter
1. 1 2 3  ”Sweatbead”. Svensk mediedatabas. http://smdb.kb.se/catalog/search?q=sweatbead&x=0&y=0. Läst 21 maj 2012.
2. ↑  ”En kärleksaffär - musikstycken”. Svensk Filmdatabas. Arkiverad från originalet den 4 februari 2014. https://web.archive.org/web/20140204055511/http://www.sfi.se/sv/svensk-filmdatabas/Item/?itemid=48460&type=MOVIE&iv=Music. Läst 21 maj 2012.
3. ↑  Listplacering